# Ariana Grande
Ariana Grande-Butera (* 26. Juni 1993 in Boca Raton, Florida) ist eine US-amerikanische Sängerin und Schauspielerin. Sie wurde 2010 durch die Rolle der Cat Valentine in den Nickelodeon-Serien Victorious und deren Ableger Sam & Cat bekannt. Als Sängerin hatte sie 2013 ihren ersten Erfolg mit dem Studioalbum Yours Truly. Mit ihrem zweiten Album My Everything gelang ihr 2014 der internationale Durchbruch. Sechs ihrer Alben und neun ihrer Singles erreichten Platz eins der amerikanischen Billboard-Charts.
Sie wurde 2016 und 2019 von Time und Forbes in die Liste der einflussreichsten Personen aufgenommen. 2019 wurde sie von Spotify zur meistgestreamten Musikerin des Jahrzehnts gekürt, und mit 98 Milliarden Streams gehört sie zu den meistgestreamten Künstlern aller Zeiten. 2023 wurde sie vom Rolling Stone in die Liste The 200 Greatest Singers of All Time aufgenommen. Sie erhielt zwei Grammys und zehn MTV Video Music Awards. 2025 wurde sie für ihre Rolle in Wicked als beste Nebendarstellerin für den Oscar nominiert.
2021 gründete sie das Kosmetikunternehmen R.E.M. Beauty, und 2015 startete sie eine Duftlinie. Die Parfümverkäufe brachten bis 2022 einen weltweiten Umsatz von mehr als einer Milliarde US-Dollar ein. Über 375 Millionen Personen folgen ihr auf Instagram.

## Leben
Ariana Grande wurde 1993 als Tochter von Nachkommen italienischer Einwanderer in Boca Raton im US-Bundesstaat Florida geboren, wo sie auch aufwuchs. Ihre Vorfahren stammen aus Sizilien und den Abruzzen. Sie hat einen 1983 geborenen Halbbruder, der Schauspieler ist. Grande hat mit Vocalcoach Eric Vetro gearbeitet.
Als Kind begann sie in Boca Raton im Former Little Palm Theatre for Young People zu schauspielern. Einige Jahre später trat sie in Fort Lauderdale im Children’s Theatre (FLCT) auf. Wegen ihrer Schauspielaktivitäten brach sie die Schule ab, blieb aber weiterhin in der Highschool eingeschrieben und arbeitete mit einem Privatlehrer den Unterrichtsstoff nach.
Zwischen Oktober 2014 und April 2015 war sie mit dem Rapper Big Sean liiert. Im September 2016 bestätigte sie ihre Beziehung zu dem Rapper Mac Miller, mit dem sie bereits 2013 für ihre Debütsingle The Way zusammengearbeitet hatte. Im Mai 2018 trennte sich das Paar. Im Juni 2018 verlobte sie sich mit dem amerikanischen Komiker Pete Davidson. Im Oktober 2018 trennten sie sich. Im Mai 2020 machte sie ihre Beziehung mit dem Immobilienmakler Dalton Gomez in dem Musikvideo Stuck with U (feat. Justin Bieber) öffentlich. Die beiden verlobten sich im Dezember 2020. Im Mai 2021 heiratete das Paar im engen Familienkreis. Das Paar trennte sich im Frühjahr 2023 und wurde im März 2024 geschieden. Seit 2023 ist sie mit dem Musicaldarsteller und Schauspieler Ethan Slater liiert. Im Sommer 2025 wurde Grande Mitglied der Academy of Motion Picture Arts and Sciences.

### Engagement für Tierrechte und Umwelt
Ariana Grande lebt seit 2013 vegan. Darüber hinaus unterstützt sie PETA und zeigte sich mit einem Shirt dieser Tierrechtsorganisation auf dem Weg zum Aufnahmestudio. 2013 rief sie dazu auf, SeaWorld zu meiden, nachdem sie den Film Blackfish gesehen hatte. 2014 besuchte sie einen Gnadenhof und kümmerte sich dort um gerettete Welpen.
In dem 2019 erschienenen Charity-Song Earth, dessen Gewinne an verschiedene Umweltorganisationen gehen, lieh sie dem Zebra ihre Stimme. 2019 versuchte sie, gemeinsam mit anderen Stars, die öffentliche Aufmerksamkeit auf die Amazonas-Brände zu lenken. 2020 eröffnete sie ein Tierheim in Los Angeles.

## Schauspielkarriere

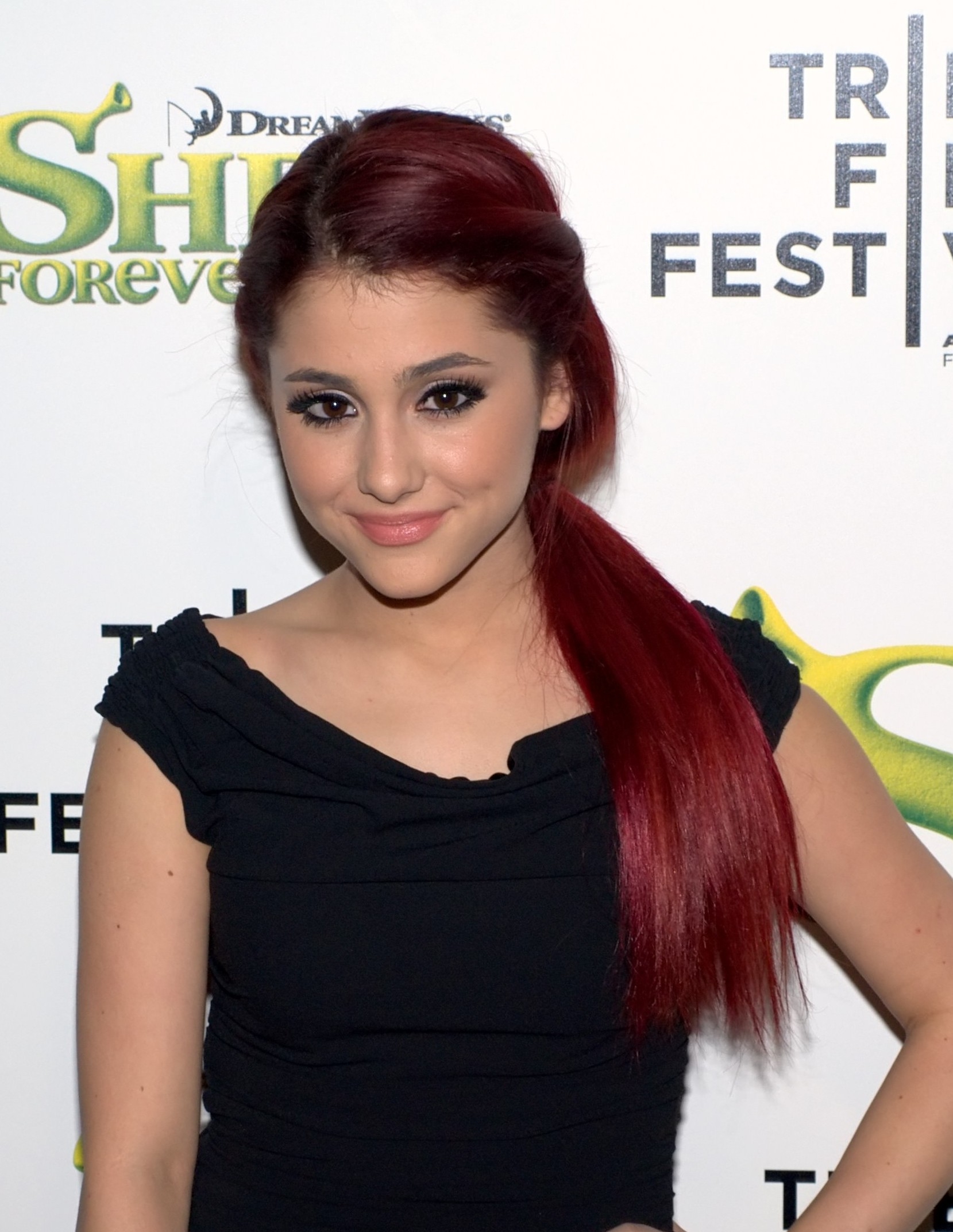
Ariana Grande, 2010

2008 spielte Grande am Broadway im Musical 13 die Rolle der Charlotte, für die sie den National Youth Theatre Association Award erhielt. Am Broadway lernte sie die Schauspielerin Elizabeth Gillies kennen, die später ebenfalls eine Hauptrolle bei Victorious übernahm. Ferner spielte Grande die Rolle der Miriam in der ersten Lesung für das Musical Cuba Libre von Desmond Child.
2009 nahm sie an einem Casting für die Rolle der Cat Valentine in der Nickelodeon-Serie Victorious teil und färbte sich dafür ihre Haare rot; sie bekam die Rolle. Wie die anderen Hauptdarsteller der Serie spielte sie 2011 in dem Film iCarly: Party mit Victorious mit, einem Crossover zwischen Victorious und iCarly. Beide Serien wurden von Dan Schneider produziert. Sie trat in den Musikvideos Freak the Freak Out, Beggin’ on Your Knees, All I Want Is Everything und Make it in America von Victoria Justice auf. 2009 und 2010 trat sie im Birdland Jazz Club in New York City zusammen mit Miranda Sings auf. 2011 hat Grande die Prinzessin Diaspro in der Nickelodeon-Animations-Fernsehserie Winx Club synchronisiert.
2012 spielte Grande mit Jennette McCurdy, Noah Munck und Ciara Bravo im Nickelodeon-Spielfilm Der große Schwindel mit. Im Dezember 2012 spielte sie neben Charlene Tilton und Neil Patrick Harris die Protagonistin in einer Theaterproduktion von Schneewittchen im Pasadena Playhouse.
2012 bestellte Nickelodeon einen Pilotfilm für einen Ableger der Serien Victorious und iCarly mit dem Titel Sam & Cat, der ebenfalls von Schneider produziert wurde. Grande spielte wieder die Rolle der Cat Valentine neben Jennette McCurdy, die die iCarly-Rolle Sam Puckett erneut aufnahm. Da es hinter den Kulissen zu Unstimmigkeiten zwischen den beiden Hauptdarstellerinnen kam, wurde die Serie im Juli 2014 nach der ersten Staffel beendet. 2015 nahm sie ihre Schauspielkarriere für kurze Zeit wieder auf, als sie in der Fox-Serie Scream Queens für vier Folgen die Figur Chanel #2 verkörperte. Die Serie wurde 2017 nach zwei Staffeln eingestellt.
2024 und 2025 spielt Grande in Wicked und Wicked: Teil 2, der zweiteiligen Filmadaption des Musicals Wicked – Die Hexen von Oz, die gute Hexe Glinda. Der erste Teil brachte ihr Nominierungen als beste Nebendarstellerin für den Golden Globe Award und den Oscar ein.

## Musikkarriere

### Anfänge und das erste StudioalbumYours Truly
Grande nahm diverse Coverversionen bekannter Lieder wie Grenade von Bruno Mars oder Born This Way von Lady Gaga auf, die sie auf YouTube veröffentlichte. In der Victorious-Folge Das hässliche Entlein sang Grande mit Elizabeth Gillies das Lied Give It Up. Der Song wurde im August 2011 zusammen mit anderen Liedern der Fernsehserie auf dem Victorious-Soundtrack veröffentlicht. Zudem trat Grande 2011 in dem Musikvideo Unfriend You von Greyson Chance auf.
2011 unterschrieb sie einen Plattenvertrag mit dem Plattenlabel Universal Republic Records. Ihre erste Single Put Your Hearts Up wurde im Dezember 2011 veröffentlicht. Ende des Monats gab Grande im Irving Plaza in New York City vor ausverkauftem Haus ihr erstes Konzert.
Im März 2013 erschien Grandes erste Single aus dem Album The Way in den USA. Im August 2013 erschien ihr Debütalbum mit dem Titel Yours Truly. Es erreichte in der ersten Woche mit über 138.000 verkauften Exemplaren die Spitzenposition der Billboard 200. Bei den American Music Awards im November 2013 gewann Grande in der Kategorie New Artist of the Year.

### 2014–2015: Zweites StudioalbumMy Everything

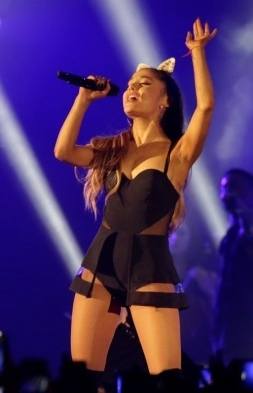
Ariana Grande, 2015

Ihr zweites Studioalbum mit dem Titel My Everything wurde im August 2014 veröffentlicht. Die erste Single Problem mit Iggy Azalea hatte sie im April 2014 zum ersten Mal live bei den Radio Disney Music Awards 2014 präsentiert. Sie stieg auf Platz 2 der Billboard Hot 100 Charts und erreichte Platz 1 der britischen Singlecharts. Insgesamt verkaufte sich die Single in den USA über vier Millionen Mal, wodurch Grande 4-fach mit Platin ausgezeichnet wurde. In Deutschland erreichte Problem Goldstatus. Im Juli 2014 wurde die Single Bang Bang veröffentlicht, die in Zusammenarbeit mit Jessie J und Nicki Minaj entstand. Der Song erreichte in den USA Platz 3; Grande war zu diesem Zeitpunkt mit drei Singles in den Top 10 der Billboard Hot 100 vertreten. Das Stück war ihr zweiter Nummer-eins-Hit in den britischen Singlecharts.
2014 gewann Grande bei den MTV Europe Music Awards den Preis für den besten Song für das Lied Problem und den Preis für den besten weiblichen Künstler. Im November 2014 erhielt Grande in der Kategorie Newcomer den Bambi des Verlags Hubert Burda Media. Des Weiteren war sie bei den Grammy Awards 2015 in zwei Kategorien nominiert. Im Februar 2015 wurde mit One Last Time die letzte Single aus ihrem Studioalbum My Everything veröffentlicht. Zwischen Februar und Oktober 2015 ging Grande auf die The Honeymoon Tour, bei der sie insgesamt 88 Konzerte in Asien, Europa, Nord- und Südamerika gab.

### 2016–2017: Drittes StudioalbumDangerous Woman

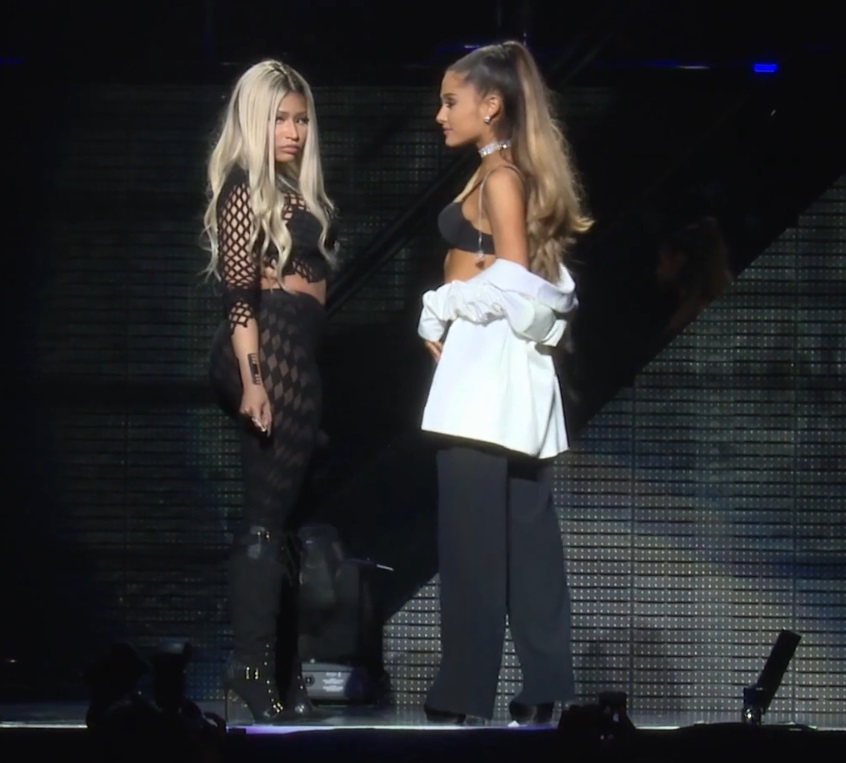
Ariana Grande (rechts) und Nicki Minaj, 2016

Im September 2015 erregte sie Aufmerksamkeit mit Imitationen diverser Sängerinnen bei der Tonight Show mit Jimmy Fallon. Im Oktober wurde das Stück Focus veröffentlicht, das die Top-10 der Billboard Hot 100 erreichte. Im März 2016 wurde der Song Dangerous Woman veröffentlicht, der Platz 8 belegte. Die Single Into You erschien im Mai und erreichte Platz 13. Das Album Dangerous Woman wurde im selben Monat veröffentlicht. Bei den Radio Disney Music Awards 2016 wurde Grande für das Lied Focus ausgezeichnet; bei den American Music Awards 2015 gewann sie in der Kategorie Favorite Pop/Rock Female Artist. Die Promo-Singles Be Alright und Let Me Love You wurden ebenfalls vor dem Release des Albums veröffentlicht.
Bei den MTV Video Music Awards 2016 präsentierte Grande zusammen mit Nicki Minaj ihre Single Side to Side. Der Song erreichte Rang 4 der in den US-amerikanischen und Platz 24 der deutschen Singlecharts. 2016 war Grande außerdem beim Soundtrack des DreamWorks Films Trolls mit dem Song They Don’t Know vertreten. Für den Soundtrack des Films Sing nahm Grande als Gastmusikerin mit Stevie Wonder den Song Faith auf. Bei den American Music Awards 2016 gewann sie in der Kategorie Artist of the Year. Im Januar 2017 erschien die Single Everyday mit dem Rapper Future.

### 2018–2019: Viertes StudioalbumSweetener
Im April 2018 erschien No Tears Left to Cry, das den dritten Platz der Billboard Hot 100 und ersten Platz der iTunes-Charts belegte. Im Juni 2018 wurde die Promotionsingle The Light Is Coming in Zusammenarbeit mit Nicki Minaj und Pharrell Williams veröffentlicht. Der für Grande ungewohnte Sound stieß auf gemischte Kritik. Im Juli 2018 erschien die zweite Single God Is a Woman, die auf Position 11 der Billboard Hot 100 einstieg. Das von Kritikern gelobte Musikvideo zum Song enthält feministische Symbolik und feiert die Weiblichkeit als 'göttlich'. Allerdings gab es auch kontroverse Diskussionen; einige Nutzer empfanden das Video als blasphemisch. Von Künstlern wie Madonna wurde Grandes Video als „feministische Hymne“ gefeiert.
Grandes viertes Studioalbum, Sweetener, wurde im August 2018 veröffentlicht. Zur Hälfte von dem amerikanischen Produzenten Pharrell Williams produziert, ist das Album geprägt von Synth-, Funk- und Popsounds neben den von Grande bekannten Dance-Rhythmen. Besonders stechen die sehr persönlichen Texte des Albums hervor. Grande singt über ihre seelische Gesundheit und den Umgang mit ihrer Angststörung, die sich nach dem Terroranschlag in Manchester verstärkt hatte. Sweetener debütierte auf Platz 1 der Billboard-Albumcharts und erreichte in einem Monat eine Milliarde Streams auf Spotify, was sie zur jüngsten Künstlerin mit diesem Erfolg machte. Trotz Sweeteners experimentellem Sound ist es bis heute das am schnellsten verkaufte Album ihrer Diskografie.
Im März 2019 begann in Albany die Sweetener World Tour, die im Oktober in Zürich endete. Diese Tour war eine Kombination ihrer beiden Alben Sweetener und Thank U, Next. Wegen des Terroranschlags in Manchester wurden die Sicherheitsvorkehrungen verschärft; die Konzertbesucher durften ihre Sachen nur in Plastiktaschen mitbringen.

### 2019: Fünftes StudioalbumThank U, Next
Im November 2018 veröffentlichte sie die Leadsingle ihres kommenden gleichnamigen Albums Thank U, Next. Das zugehörige Musikvideo schaffte es, den Rekord für das meistgesehene YouTube-Video binnen der ersten 24 Stunden zu brechen. In diesem sind außerdem viele prominente Gäste zu sehen, wie zum Beispiel Jennifer Coolidge, Kris Jenner, Liz Gillies und Troye Sivan. Zudem schaffte es das Stück auf Platz 1 der Billboard Hot 100 und brach zahlreiche Rekorde auf Streaming-Plattformen. Im Dezember desselben Jahres veröffentlichte sie die Promosingle Imagine. Im Januar 2019 wurde die zweite Auskopplung 7 Rings veröffentlicht, die ebenfalls Platz 1 der Billboard Hot 100 belegte. Zudem ist dies ihr erster Song, in dem sie rapt. 
Im Februar 2019 erschien ihr fünftes Studioalbum Thank U, Next und die Single Break Up with Your Girlfriend, I’m Bored., im Musikvideo ist Charles Melton zu sehen. Grande bezieht sich in den Songs des Albums überwiegend auf frühere Beziehungen, jedoch auch auf die Liebe zu sich selbst und die Freundschaft. Inhaltlich sticht besonders der Song Ghostin heraus, der von der schwierigen Beziehung mit Pete Davidson nach Mac Millers Tod handelt. Grande singt im Refrain „Ich weiß, dass es dein Herz bricht, wenn ich wieder seinetwegen weine“. Das Album debütierte auf Platz 1 der Billboard-Albumcharts. Seit den Beatles im Jahr 1964 war Grande die erste Sängerin, die es schaffte, die ersten drei Plätze der Billboard Hot 100 zu belegen.
Im September 2019 veröffentlichte Grande zusammen mit Miley Cyrus und Lana Del Rey die Single Don’t Call Me Angel. Hierbei handelt es sich um den offiziellen Titelsong von Charlie’s Angels.

### 2020: Sechstes StudioalbumPositions
Bei der Verleihung der Grammy Awards 2020 wurde Grande fünfmal nominiert, konnte jedoch in keiner Kategorie gewinnen. Im Mai erschien zusammen mit Justin Bieber die Single Stuck with U, die in den USA auf Platz eins der Single-Charts einstieg. Die Einnahmen der Single wurden an die First Responders Children’s Foundation gespendet, um Betroffene der COVID-19-Pandemie zu unterstützen. Stuck with U wurde bei den MTV Video Music Awards in der 2020 neu eingeführten Kategorie Best Music Video from Home ausgezeichnet.
Im Mai folgte zusammen mit Lady Gaga die zweite Singleauskopplung Rain on Me von Gagas sechstem Studioalbum Chromatica. Der Song konnte ebenfalls auf Platz eins der Billboard Hot 100 und darüber hinaus ebenfalls auf Platz eins in den britischen Single-Charts einsteigen. Bei den MTV Video Music Awards erhielt das Musikvideo von Rain on Me drei Auszeichnungen. Außerdem wurde der Song bei den Grammy Awards 2021 als Beste Popdarbietung eines Duos/einer Gruppe ausgezeichnet.
Im Oktober 2020 erschien Grandes sechstes Studioalbum Positions und die erste Singleauskopplung Positions. Die Single debütierte ebenfalls auf Platz eins der US-amerikanischen Single-Charts, womit Grande am häufigsten direkt auf Platz eins der Billboard Hot 100 einsteigen konnte. Die zweite Singleauskopplung 34+35 erschien ebenfalls im Oktober und konnte mehrere internationale Top-Ten-Platzierungen in den Single-Charts erreichen. Im Dezember 2020 wurde die Netflix-Tour-Dokumentation Ariana Grande: Excuse Me, I Love You veröffentlicht.

### Seit 2024: Siebtes StudioalbumEternal Sunshine
Im Januar 2024 brachte sie die erste Single Yes, And? ihres kommenden Albums heraus. Die Single debütierte auf Platz 1 der US-Charts. Im März 2024 veröffentlichte Grande zusammen mit der zweiten Singleauskopplung We Can’t Be Friends (Wait for Your Love) ihr siebtes Studioalbum Eternal Sunshine. Die Single konnte erneut den ersten Platz der US-Billboard-Charts für sich verbuchen, und das Album erreichte Platz 1 der US- und der UK-Albumcharts. Im Juni folgte mit The Boy Is Mine die dritte Single aus dem Album.
Im März 2025 veröffentlichte Grande mit Eternal Sunshine Deluxe: Brighter Days Ahead eine Neuauflage des Albums mit sechs neuen Songs. Im Zusammenhang mit diesem Album inszenierte sie als Co-Regisseurin den Kurzfilm Brighter Days Ahead, in dem sie als Peaches, eine Figur, die im Musikvideo zu We Can’t Be Friends (Wait for Your Love) erstmals vorgestellt wurde, zu sehen ist.

## Terroranschlag in Manchester am 22. Mai 2017
Am 22. Mai 2017 sprengte sich kurz nach Ende eines Konzertes ihrer Dangerous Woman Tour in der Manchester Arena ein Selbstmordattentäter im Foyer der Arena in die Luft. 23 Menschen einschließlich des Attentäters starben, mehr als 800 wurden verletzt. Grande blieb unverletzt. Sie verschob die weiteren europäischen Tourtermine nach dem Anschlag auf die Zeit nach dem 5. Juni 2017. Am 4. Juni 2017 fand ein von ihr initiiertes Benefizkonzert namens One Love Manchester statt.

## Filmografie
- 2009: The Battery’s Down (Fernsehserie)
- 2010–2013: Victorious (Fernsehserie)
- 2011: iCarly: Party mit Victorious (iCarly: iParty with Victorious, Fernsehfilm)
- 2011–2013: Winx Club (Fernsehserie, Stimme als Prinzessin Diaspro)
- 2012: Figure It Out (Fernsehserie, Folge 5x14)
- 2013: Fußball – Großes Spiel mit kleinen Helden (Animationsfilm)
- 2013: Der große Schwindel (Swindle, Fernsehfilm)
- 2013–2014: Sam & Cat (Fernsehserie)
- 2014: Family Guy (Fernsehserie 1 Folge)
- 2014, 2016: Saturday Night Live (Fernsehserie, 2 Folgen)
- 2015, 2023: RuPaul’s Drag Race (Gastjurorin)
- 2015: Scream Queens (Fernsehserie, 4 Folgen)
- 2016: The Voice (Castingshow, 2 Folgen)
- 2016: Zoolander 2
- 2017: One Love Manchester (Fernsehspecial)
- 2017: Carpool Karaoke: The Series
- 2018: A Very Wicked Halloween (Fernsehspecial)
- 2018: Ariana Grande at the BBC (Fernsehspecial)
- 2018: Ariana Grande: Dangerous Woman Diaries (Dokuserie)
- 2020: Ariana Grande: Excuse Me, I Love You (Konzert/Dokumentarfilm)
- 2021: Don’t Look Up
- 2024: Wicked
- 2025: Brighter Days Ahead
- 2025: Wicked: Teil 2

Musicals
- 2008: 13
- 2012: Cuba Libre
- 2012: A Snow White Christmas
- 2016: Hairspray! Live

## Diskografie
Studioalben

| Jahr | Titel Musiklabel                        | Höchstplatzierung, Gesamtwochen, AuszeichnungChartplatzierungen (Jahr, Titel, Musiklabel, Platzierungen, Wochen, Auszeichnungen, Anmerkungen) | Höchstplatzierung, Gesamtwochen, AuszeichnungChartplatzierungen (Jahr, Titel, Musiklabel, Platzierungen, Wochen, Auszeichnungen, Anmerkungen) | Höchstplatzierung, Gesamtwochen, AuszeichnungChartplatzierungen (Jahr, Titel, Musiklabel, Platzierungen, Wochen, Auszeichnungen, Anmerkungen) | Höchstplatzierung, Gesamtwochen, AuszeichnungChartplatzierungen (Jahr, Titel, Musiklabel, Platzierungen, Wochen, Auszeichnungen, Anmerkungen) | Höchstplatzierung, Gesamtwochen, AuszeichnungChartplatzierungen (Jahr, Titel, Musiklabel, Platzierungen, Wochen, Auszeichnungen, Anmerkungen) | Anmerkungen                                                  |
| Jahr | Titel Musiklabel                        | DE | AT | CH | UK | US | Anmerkungen                                                  |
| ---- | --------------------------------------- | --- | --- | --- | --- | --- | ------------------------------------------------------------ |
| 2013 | Yours Truly Republic Records (UMG)      | — | AT53 (1 Wo.)AT | CH57 Gold · (1 Wo.)CH | UK7 Gold · (4 Wo.)UK | US1 Platin · (54 Wo.)US | Erstveröffentlichung: 30. August 2013 Verkäufe: + 1.362.500  |
| 2014 | My Everything Republic Records (UMG)    | DE5 Gold · (6 Wo.)DE | AT3 Platin · (5 Wo.)AT | CH2 ×3Dreifachplatin · (26 Wo.)CH | UK3 ×2Doppelplatin · (105 Wo.)UK | US1 ×4Vierfachplatin · (90 Wo.)US | Erstveröffentlichung: 22. August 2014 Verkäufe: + 6.397.000  |
| 2016 | Dangerous Woman Republic Records (UMG)  | DE6 Gold · (10 Wo.)DE | AT5 Platin · (4 Wo.)AT | CH3 ×3Dreifachplatin · (10 Wo.)CH | UK1 Platin · (114 Wo.)UK | US2 ×2Doppelplatin · (155 Wo.)US | Erstveröffentlichung: 20. Mai 2016 Verkäufe: + 3.874.500     |
| 2018 | Sweetener Republic Records (UMG)        | DE3 (15 Wo.)DE | AT4 Gold · (11 Wo.)AT | CH1 Platin · (14 Wo.)CH | UK1 Platin · (62 Wo.)UK | US1 ×2Doppelplatin · (90 Wo.)US | Erstveröffentlichung: 17. August 2018 Verkäufe: + 3.017.054  |
| 2019 | Thank U, Next Republic Records (UMG)    | DE3 Gold · (31 Wo.)DE | AT1 Platin · (36 Wo.)AT | CH2 ×4Vierfachplatin · (24 Wo.)CH | UK1 Platin · (92 Wo.)UK | US1 ×2Doppelplatin · (171 Wo.)US | Erstveröffentlichung: 8. Februar 2019 Verkäufe: + 3.817.500  |
| 2020 | Positions Republic Records (UMG)        | DE7 (15 Wo.)DE | AT5 Gold · (18 Wo.)AT | CH4 ×2Doppelplatin · (18 Wo.)CH | UK1 Platin · (43 Wo.)UK | US1 Platin · (103 Wo.)US | Erstveröffentlichung: 30. Oktober 2020 Verkäufe: + 1.890.000 |
| 2024 | Eternal Sunshine Republic Records (UMG) | DE3 (29 Wo.)DE | AT2 (22 Wo.)AT | CH2 (22 Wo.)CH | UK1 Gold · (… Wo.)UK | US1 Platin · (… Wo.)US | Erstveröffentlichung: 8. März 2024 Verkäufe: + 1.508.500     |

## Musikalische Auszeichnungen

### Künstlerauszeichnungen
American Music Awards
- 2013: New Artist of the Year
- 2015: Favorite Pop/Rock Female Artist
- 2016: Artist of the Year

Bambi
- 2014: Newcomer

Brit Award
- 2019: International Female Solo Artist

MTV Europe Music Awards
- 2014: Best Song für die Single Problem
- 2014: Best Female

MTV Video Music Awards
- 2014: Best Pop Video für das Video Problem
- 2018: Best Pop Video für das Video No Tears Left to Cry
- 2019: Best Artist of the Year
- 2019: Best Song of Summer für die Single Boyfriend featuring Social House
- 2019: Best Visuals Effects für das Musikvideo God is a Woman
- 2020: Best Music Video from Home für das Musikvideo Stuck with U featuring Justin Bieber
- 2020: Best Cinematography für das Musikvideo Rain on Me von Lady Gaga featuring Ariana Grande
- 2020: Best Collaboration für das Musikvideo Rain on Me von Lady Gaga featuring Ariana Grande
- 2020: Song of the Year für das Musikvideo Rain on Me von Lady Gaga featuring Ariana Grande
- 2024: Best Cinematography für das Musikvideo We Can’t Be Friends (Wait for Your Love)

Nickelodeon Kids’ Choice Awards
- 2014: Favorite TV Actress
- 2015: Favorite Song of the Year für die Single Bang Bang
- 2016: Favorite Female Singer
- 2019: Favorite Female Artist
- 2019: Favorite Song für die Single Thank U, Next

People’s Choice Award
- 2014: Favorite Breakout Artist
- 2020: Female Artist

Radio Disney Music Awards
- 2015: Best Female Artist
- 2015: Song of the Year für die Single Problem
- 2015: Radio Disney’s Most Talked About Artist
- 2016: Best Song to Dance To für die Single Focus

Teen Choice Awards
- 2014: Choice Music: Female Artist
- 2014: Choice Music: Single Female Artist für die Single Problem
- 2015: Choice Music: Single Female Artist für die Single One Last Time

Billboard Women in Music
- 2014: Rising Star
- 2018: Woman of the Year

Billboard Music Awards
- 2019: Top Female Artist
- 2019: Billboard Chart Achievement

Grammy
- 2019: Best Pop Vocal Album für Sweetener
- 2021: Best Pop Duo/Group Performance für Rain On Me mit Lady Gaga

## Schauspielerische Auszeichnungen
Oscar 
- 2025: Nominierung als Beste Nebendarstellerin für Wicked

 Golden Globe 
- 2025: Nominierung als Beste Nebendarstellerin für Wicked

 BAFTA 
- 2025: Nominierung als Beste Nebendarstellerin für Wicked

 Screen Actors Guild Award 
- 2022: Nominierung für das beste Schauspielensemble für Don’t Look Up
- 2025: Nominierung für das beste Schauspielensemble für Wicked
- 2025: Nominierung als Beste Nebendarstellerin für Wicked